# Dealurile Târnavei Mici - Bicheș
Dealurile Târnavei Mici - Bicheș este o arie protejată (arie specială de conservare — SAC, sit de importanță comunitară — SCI) din România, desemnată în scopul protejării biodiversității și menținerii într-o stare de conservare favorabilă a florei spontane și faunei sălbatice, precum și a habitatelor naturale de interes comunitar aflate în arealul zonei de protecție. Aceasta se întinde pe o suprafață de 37.353,2 ha, integral pe uscat.

## Localizare
Situl Dealurile Târnavei Mici - Bicheș se întinde pe teritoriile administrative ale județelor Harghita (Atid, Praid) și Mureș (Bereni, Chibed, Eremitu, Fântânele, Gălești, Ghindari, Măgherani, Miercurea Nirajului, Neaua, Sângeorgiu de Pădure, Sărățeni, Sovata). Centrul acestuia este situat la coordonatele 46°28′19″N 24°57′04″E / 46.472042°N 24.950981°E.

## Înființare
Situl Dealurile Târnavei Mici - Bicheș (ROSCI0297) a fost declarat sit de importanță comunitară în septembrie 2011 pentru a proteja 23 de specii de animale. Situl a fost protejat și ca arie specială de conservare în mai 2022.

## Biodiversitate
Situată în ecoregiunile alpină și continentală, aria protejată conține 9 habitate naturale: Fânețe de joasă altitudine (Alopecurus pratensis, Sanguisorba officinalis), Fânețe montane, Păduri de fag Luzulo-Fagetum, Păduri de fag Asperulo-Fagetum, Păduri de stejar și carpen Galio-Carpinetum, Păduri aluvionare cu Alnus glutinosa și Fraxinus excelsior (Alno-Padion, Alnion incanae, Salicion albae), Păduri de fag dacice (Symphyto-Fagion), Pajiști uscate seminaturale și facies de acoperire cu tufișuri pe substraturi calcaroase (Festuco-Brometalia) (* situri importante pentru orhidee), Pajiști stepice subpanonice.
La baza desemnării sitului se află mai multe specii protejate:
- amfibieni (3): izvoraș-cu-burta-galbenă (Bombina variegata), triton cu creastă (Triturus cristatus), tritonul comun transilvănean (Triturus vulgaris ampelensis)
- mamifere (12): liliac cârn (Barbastella barbastellus), lupul (Canis lupus), vidră de râu (Lutra lutra), râs eurasiatic (Lynx lynx), liliac cu aripi lungi (Miniopterus schreibersii), liliac cu urechi mari (Myotis bechsteinii), liliac cu urechi de șoarece (Myotis blythii), liliac cărămiziu (Myotis emarginatus), liliac comun (Myotis myotis), liliacul mare cu potcoavă (Rhinolophus ferrumequinum), liliacul mic cu potcoavă (Rhinolophus hipposideros), urs brun (Ursus arctos)
- nevertebrate (3): fluturele auriu (Euphydryas aurinia), Isophya stysi, rădașcă (Lucanus cervus)
- pești (5): moioagă (Barbus petenyi), Cobitis taenia Complex, hadină (Eudontomyzon danfordi), boarță (Rhodeus amarus), câră (Sabanejewia balcanica)

Pe lângă speciile protejate, pe teritoriul sitului au mai fost identificate 5 specii de amfibieni, 8 specii de reptile.